# Față în față cu fericirea
Față în față cu fericirea este un film românesc din 1967 regizat de Nell Cobar.